# Mike Bucci
Michael Bucci (5 de junio de 1972) es un luchador profesional estadounidense, más conocido por sus apariciones en Extreme Championship Wrestling como Nova, Super Nova y Hollywood Nova, y en World Wrestling Entertainment como Simon Dean. Bucci fue además cofundador de la desaparecida promoción Phoenix Championship Wrestling.
Bucci es conocido por su innovador y creativo estilo de lucha, siendo inventor de una gran cantidad de movimientos de lucha actualmente usados.

## Vida personal
Bucci está casado con su esposa Melissa.
Es hermano gemelo del promotor y fundador de la Phoenix Championship Wrestling Don "Donnie B." Bucci.
Su carrera fue originalmente la de un profesor de matemáticas, como confirmó en su entrevista en RF Video. Bucci dirige un Wendy's en Toms River para conseguir dinero para sus viajes con ECW, como admitió en The Rise and Fall of ECW.

## Carrera
Después de graduarse en 1990 en la Toms River High School East en Toms River, New Jersey, Bucci trabajó como profesor en el Ocean County College durante varios semestres. Más tarde, un amigo le informó de una escuela de lucha libre en Brick Township, New Jersey, dirigida por "Iron" Mike Sharpe. Bucci entrenó en la escuela y comenzó su carrera de luchador profesional en 1992.
La primera prueba de Bucci como luchador fue entre 1992 y 1994, cuando el director de la World Wrestling Federation Vince McMahon contrató a luchadores de varias promociones para usarlos de jobbers. Más tarde, Bucci atrajo la atención de Raven, el cual lo indujo a unirse a su stable, conocido como The Flock, en la Extreme Championship Wrestling.

### Extreme Championship Wrestling (1995–2001)

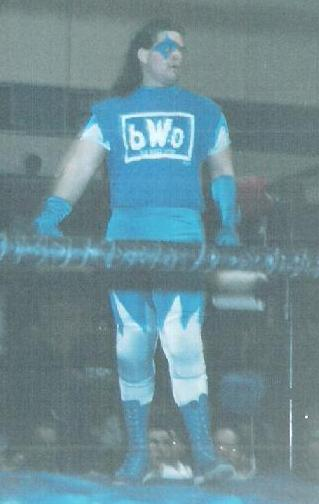
Bucci como Hollywood Nova.

#### 1995-1997
Bucci debutó en la Extreme Championship Wrestling en 1995 como face bajo el nombre de Super Nova. Usando un gimmick de superhéroe, Bucci vestía un traje azul y plateado, una brillante capa azul y una estrella azul pintada en la cara. Su primera aparición en un evento fue en Hostile City Showdown, luchando contra El Puerto Ricano en un combate sin resultado debido a la intervención de The Eliminators (John Kronus & Perry Saturn).
Después de un tiempo, Super Nova pasó a formar parte de The Flock (Raven, Stevie Richards & The Blue Meanie), un grupo face famoso por sus parodias a luchadores de otras empresas y grupos musicales famosos. Durante ese tiempo, Nova comenzó a hacer equipo con Blue Meanie, sirviendo ellos y Richards como asistentes de Raven. Sin embargo, el trío abandonó The Flock tras un tiempo y, con Bucci y Richards solicitando permiso a Paul Heyman para parodiar la New World Order, crearon el equipo Blue World Order. En ella, Bucci parodió a Hollywood Hogan, cambiando su nombre a Hollywood Nova (aunque al principio fue introducido como "Hollywood Bob Star"); Richards se autoproclamó "Big Stevie Cool", en parodia al apodo de Kevin Nash, "Big Daddy Cool"; y Meanie fue llamado "Da Blue Guy", una parodia del apodo de Scott Hall, "Da Bad Guy". Otros miembros fueron añadidos y separados del grupo entre 1996 y 1997, hasta que el equipo se separó completamente.
Después de que Richards y Raven fuesen liberados de sus contratos por la ECW en mayo de 1997, Nova permaneció formando equipo con The Blue Meanie por el resto del año.

#### 1998-2001
En 1998, Nova y Meanie entraron en un feudo con The F.B.I. (Little Guido & Tracy Smothers), lo que les condujo a un combate en Wrestlepalooza en el que Meanie y Nova salieron victoriosos. Meses más tarde, Meanie y Nova aparecieron en November to Remember derrotando a Danny Doring & Amish Roadkill. Aunque Nova y Meanie no lograron ganar los Campeonatos en Parejas de la ECW, hicieron una aparición en Steel City Wrestling ganando los Campeonatos en Parejas de la SCW. Tras ello, Meanie dejó ECW.
Posteriormente Bucci comenzó un equipo con Chris Chetti, acortando su nombre a Nova y dejando atrás su atuendo de lucha azul y su maquillaje; en su lugar, Nova comenzó a usar trajes de personajes de cómic como Flash, Green Lantern, Venom y muchos más. La primera aparición del equipo en un evento fue en Living Dangerously, donde derrotaron en un dark match a Danny Doring & Amish Roadkill; en el mismo evento, Nova haría equipo con Spike Dudley para derrotar a Dudley Boyz (Buh Buh Ray & D-Von), esta vez en un combate televisado. Más tarde, en CyberSlam, derrotaron a Rod Price & Skull Von Krush. Poco después, Chetti y Nova entraron en un feudo con Danny Doring & Roadkill, siendo derrotados por ellos en Hostile City Showdown; sin embargo, en Heat Wave, Nova & Chetti les derrotaron finalmente. Luego el dúo apareció en Anarchy Rulz, luchando contra Simon Diamond & Tony DeVito en una lucha sin resultado. En septiembre, el dúo se separó y Nova formó otro equipo con Kid Kash. Un mes más tarde, en November to Remember, Nova fue derrotado por Little Guido.
En 2000, Chetti volvió a unirse a Nova, formando con Kash un stable. Aparecieron en Guilty as Charged, siendo derrotados por Danny Doring, Amish Roadkill y Simon Diamond. Kid Kash abandonó el grupo tras un tiempo, volviendo al antiguo equipo de Nova y Chetti, el cual derrotó en Living Dangerously a Jado & Gedo y en Wrestlepalooza a Dangerous Alliance (C.W. Anderson & Bill Wiles). Luego Nova apareció en CyberSlam, haciendo equipo con Jazz y siendo derrotados por Lance Storm & Dawn Marie. Tras ello, el equipo entró en un feudo con Da Baldies (Tony DeVito & Angel), con Nova & Chetti derrotándoles en Hardcore Heaven y Heat Wave. Acabado este feudo, entraron en otro con Hot Commodity (Chris Hamrick & Julio Dinero), derrotándoles en A New Era Begins. Un par de meses más tarde se organizó un torneo para coronar a los nuevos Campeones en Parejas de la ECW, pero Nova & Chetti fueron derrotados en la primera ronda después de que Chetti traicionase a su compañero. Entonces se abrió un feudo entre ambos que acabó en November to Remember, con Nova derrotando a Chetti en un Loser Leaves Town Match.
Tras un tiempo, Nova volvió al ring con una nueva imagen, dejando los disfraces y usando un traje de lucha negro mucho más sobrio. Su retorno ocurrió en el evento Massacre on 34th Street, salvando a Balls Mahoney de un ataque de Hot Commodity (EZ Money, Chris Hamrick & Julio Dinero); la misma noche Bucci derrotó a Dinero, entrando él y Mahoney en un feudo con el grupo. Éste acabó en Guilty as Charged, donde Nova derrotó a Chris Hamrick, a pesar de una interferencia de Chris Chetti. La última aparición televisada de Bucci fue en un combate por equipos en el que sustituyó a Amish Roadkill como compañero de Danny Doring para defender el Campeonato en Parejas de la ECW contra Hot Commodity. Doring y Nova ganaron el combate.

### Circuito independiente (2001-2002)
Cuando ECW cerró, Nova volvió a luchar en empresas independientes, como Ultimate Pro Wrestling y Phoenix Championship Wrestling. En ellas, Bucci se alió con Frankie Kazarian, formando un equipo llamado Evolution, el cual fue dirigido por Looney Lane. Nova y Kazarian ganaron los Campeonatos en Parejas de la UPW al llegar a la final del torneo por los títulos. Al mismo tiempo, Nova hizo equipo brevemente con Tommy Dreamer en Border City Wrestling, ganando también los Campeonatos en Parejas de esa empresa, aunque los perderían dos semanas más tarde. De vuelta con Kazarian, el equipo consiguió su último título, los Campeonatos en Parejas de la PCW.
En abril de 2002, Bucci recibió una llamada de la World Wrestling Federation para formar parte de un programa de desarrollo en Ohio Valley Wrestling.

### World Wrestling Entertainment (2002–2007)

#### Ohio Valley Wrestling (2002-2004)
En abril de 2002, Nova derrotó a The Prototype en su debut en Ohio Valley Wrestling y se convirtió en el Campeón Peso Pesado de la OVW. Tuvo el título durante medio año hasta que lo perdió ante Damaja. Además, hizo una aparición en Phoenix Championship Wrestling, sustituyendo a Jamal como compañero de R.C. Haas para ganar el Russ Haas Memorial Tag-Team Tournament. Al inicio de 2003, y de vuelta en OVW, Stephanie McMahon ordenó a Nova cambiar su imagen, ya que la de entonces, especialmente su pelo largo, recordaba demasiado a la del entonces novio de Stephanie, Triple H. Luego, en octubre, Nova ganó junto con Aaron Stevens el Campeonato en Parejas de la OVW, después de derrotar a Chris Cage & Tank Toland en un house show. El equipo fue llamado extraoficialmente "Jersey Shore Crew". Meses después, en marzo de 2004, Nova y Stevens perdieron los títulos contra Cage y Toland.
En junio de 2004, Bucci fue contratado como booker, combatiendo también en SmackDown! en dark matches y en Velocity. Durante ese tiempo, Bucci comenzó a usar un gimmick de experto en fitness similar a Richard Simmons.

#### 2004-2005

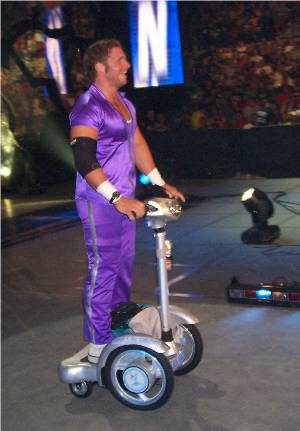
Bucci como "Simon Dean", montado en su "Dean Machine".

En su debut en la WWE, Bucci perfeccionó su gimmick heel de experto en fitness y cambió su nombre a Simon Dean, adoptando una personalidad quisquillosa, pedante y eternamente optimista parecida a la de los personajes interpretados por Ben Stiller en las películas Heavyweights y Dodgeball. Inspirándose en Dean Simon, el nombre auténtico de Dean Malenko, para el nombre de su personaje, Bucci cambió enormemente su modo de luchar, usando un estilo notablemente menos técnico y mucho más oportunista que el usado en la mayor parte de su carrera. Dean introdujo varios promos en los que hablaba de su "Simon System", un programa de dieta, ejercicio y complementación supuestamente diseñado para perder peso. En la rutina del personaje, Simon llegaba al ring, se presentaba en el ring micrófono en mano, haciendo comentarios ofensivos sobre la forma física de los fanes e incluso llegando a invitar alguno al ring para insultarlo y humillarlo. Su primer feudo fue con Rosey & The Hurricane, el cual se inició cuando Rosey intervino en uno de los programas de Simon. El feudo terminó con Dean derrotando al equipo en todos los combates individuales. Dean continuó compitiendo sobre todo en Heat.
En Royal Rumble, Simon participó en la Battle Royal, siendo rápidamente eliminado por Shawn Michaels. La semana siguiente, en RAW, se enfrentó a Shelton Benjamin por el Intercontinental, pero fue derrotado. Tras ello formó un equipo con el heel Maven, quien decía haber usado el "Simon System". Maven y Dean se enfrentaron a los Campeones en Parejas de la WWE William Regal & Tajiri por los títulos, sin conseguirlo. Más tarde, ambos participaron en un Tag Team Turmoil en Backlash por los Campeonatos, que fueron ganados por Hurricane & Rosey.

#### 2005-2006
En One Night Stand, Bucci retomó su antiguo nombre Hollywood Nova para reformar bWo con Da Blue Guy y Big Stevie Cool. Durante el evento, el trío irrumpió, con varios otros luchadores, en el combate entre Dudley Boyz (Bubba Ray & D-Von) y Tommy Dreamer & The Sandman, finalizadon con una reyerta masiva entre los luchadores de la antigua ECW y los de la WWE. Tras ello, Stevie y Nova ayudaron a Meanie en su feudo con John Bradshaw Layfield, ayudándole a ganar contra él en un combate individual, siendo también apoyados por Batista. El 30 de junio de 2005, Bucci fue movido a SmackDown!, apareciendo varias veces en Velocity como Simon Dean, pero continuando como Hollywood Nova en la marca principal. Más tarde, se programó un combate entre bWo y The Mexicools (Juventud, Psicosis & Super Crazy), el cual ocurrió en The Great American Bash, donde Mexicools ganaron el combate. Poco después, Bucci volvió definitivamente al personaje de Simon Dean.
Las semanas siguientes Dean actuó como jobber en SmackDown!, pero derrotando a otros jobbers en Velocity. En sus combates, Simon empezó a llegar al ring con la "Dean Machine" (una Segway PT) y ofrecía su "Simon System" a sus oponentes, lo que era habitualmente rechazado. Dean lanzó un reto a Bobby Lashley, programando un combate en No Mercy en el que el perdedor debería comerse 20 hamburguesas. Dean fue fácilmente derrotado y debió cumplir su parte del trato, comiéndose las hamburguesas y apareciendo luego vomitando. Más tarde, en Survivor Series, Simon fue derrotado por Juventud Guerrera en un dark match. Después de esto, se programó un combate entre Simon y el debutante The Boogeyman; viendo las aterradoras características de su rival, Dean se negó a luchar, teniendo que ser literalmente arrastrado al ring por varios guardias de seguridad y perdiendo el combate rápidamente.
A inicios de 2006, Simon consiguió una significativa cantidad de victorias en Velocity. En la edición del 6 de enero de 2006 de SmackDown!, Dean lanzó un reto para un combate por equipos, siendo aceptado por Paul London & Brian Kendrick; sin embargo, Dean presentó a sus nuevos guardaespaldas, The Gymini (Jake & Jesse), los cuales atacaron a London y Kendrick, entrando en un feudo con ellos durante las semana siguientes. Con Simon como mánager, Gymini derrotó a London & Kendrick en todos los combates, siguiendo después con una larga racha de victorias en combates por equipos. Luego, Dean participó en Royal Rumble, durando alrededor de un minuto en el ring antes de ser eliminado. Simon y The Gymini hicieron también apariciones en el territorio de desarrollo de la WWE Deep South Wrestling, así como en una Battle Royal de Wrestlemania 22.
Más tarde, Gymini fue retirado de SmackDown! y enviado a DSW. A partir de eso, Dean volvió a ser jobber, haciendo apariciones en el segundo terrorio de desarrollo de la WWE, Ohio Valley Wrestling.

#### Retiro (2006)
Bucci dejó el ring por elección propia en agosto de 2006 y comenzó a dirigir el programa de desarrollo de la WWE, sustituyendo a Tommy Dreamer. Sin embargo, después de un tiempo Bucci fue despedido a causa de una investigación de la WWE sobre el uso de esteroides. A su salida de la empresa, Bucci declaró que se hallaba resentido por la forma con la que había sido usado por la WWE.
Después de su retiro, Bucci comenzó a trabajar como agente de hipoteca. Aunque recibió ofertas de varias empresas de lucha libre profesional, no las aceptó, alegando que no creía ser capaz de entretener al público; sin embargo, dijo que aún tenía cariño a los fanes.

### Circuito independiente (2009-2010)
El 18 de abril de 2009, Bucci volvió a la lucha libre profesional en One Pro Wrestling, luchando como Hollywood Nova junto a varios otros veteranos de la ECW en el evento To The Extreme.
Haciendo equipo con The Blue Meanie, se enfrentó a Project Ego (Kris Travis & Martin Kirby) por los Campeonatos por Parejas, perdiendo. Tras un tiempo, Nova y Blue Meanie aparecieron en una reunión de antiguos luchadores de la ECW en Legends Of The Arena, derrotando a The FBI (Little Guido & Sal E. Graziano).
El 8 de agosto de 2010, Hollywood Nova hizo una aparición en el evento de la Total Nonstop Action Wrestling Hardcore Justice. Reformando la bWo por una noche, acompañó al ring a Stevie Richards, junto a un sustituto de Blue Meanie llamado Blue Tilly. En el mismo evento atacó a Tommy Dreamer durante su combate con Raven.

## En lucha
- Movimientos finales
  - Curb Stomp[17] (Standing inverted Indian deathlock surfboard head stomp)[9] - 2004-presente
  - Head and arm moonsault slam[18] - 2001-2002
  - Novacaine[1][2][3] (Reverse STO) - 1992-2004
  - Nova Leg Drop[19] (Running jumping leg drop con burlas)[20] - 1996-1998, aún usado esporádicamente; parodiado de Hollywood Hogan
  - Kryptonite Krunch[1][2][3] (Over the shoulder belly to back to piledriver, a veces desde una posición elevada)[1] - 1992-2004
  - Simonizer[2] (Swinging leg hook fireman's carry slam) - 2004-2007
  - STF[21] - 2004-2005
  - Third Degree[1] (Piledriver seguidos de powerbomb)

- Movimientos de firma
  - Corner slingshot knee drop[21] - 2004-2007
  - DDT Squared[1] (Falling inverted DDT seguido de inverted DDT)
  - Deep Impact[19] (Spinning double underhook facebuster)
  - Double underhook backbreaker
  - Diving corkscrew somersault plancha
  - Diving crossbody
  - Diving senton bomb[1] - 1992-2004; innovado
  - Diving somersault stunner[19]
  - Dropkick, a veces desde una posición elevada
  - Elevator[1] (Argentine powerbomb)
  - Enzuigiri[22]
  - Falling DDT seguido de múltiples knee strike a la cabeza del oponente - 2004-2007
  - Feint plancha rebotando en un split-legged hacia dentro del ring seguida de baseball slide
  - Inverted one-handed choke atomic drop
  - Low blow
  - Múltiples push up facebusters[21] - 2004-2007
  - Nova Blast[1] (Diving somersault neckbreker)
  - Nova Missile[19] (Spear a un oponente arrinconado)
  - One Arm Bandit[1] (Swinging one-armed neckbreaker)
  - Powerbomb transicionado en sitout facebuster[22]
  - Running big boot[15]
  - Running clothesline
  - Scream Machine[1] (Electric chair wheelbarrow facebuster)
  - Side elbow drop seguido de side pointed elbow drop
  - Simultáneos stunner, DDT y leg drop a tres oponentes
  - Sledge-O-Matic[1][3] (Sitout powerbomb transicionado en low blow elbow drop)
  - Smash Mouth[1] (Elevated powerbomb transicionado en cutter)
  - Snap suplex seguido de sitout inverted suplex slam
  - Sole kick a un oponente arrinconado[9] - 2004-2007
  - Spin Doctor[1] (Rolling cutter)
  - Springboard tornado DDT
  - STO[21]
  - Stunner, a veces colgando de las cuerdas
  - Superkick[3]
  - Tilt-a-whirl headscissors takedown
  - Twisted Sister[22] (Arm trap single leg boston crab)

- Mánagers
  - Julio Dinero
  - Balls Mahoney[3]
  - Looney Lane[1]
  - Linda Miles[1]
  - Zitta
  - Lucy

- Luchadores dirigidos
  - The Gymini (Jake & Jesse)[1]

- Apodos
  - "The Innovator of the Offense"[22]

## Campeonatos y logros
- America Wrestling Council
  - AWC Heavyweight Championship (1 vez)[3]

- Border City Wrestling
  - BCW Can-Am Tag Team Championship (1 vez)[1] - con Tommy Dreamer

- East Coast Wrestling Alliance
  - ECWA Tag Team Championship (1 vez) – con Frankie Kazarian[23]

- Great Lakes Wrestling
  - GLW World Heavyweight Championship (1 vez)[24]

- New Jack City
  - NJCW Heavyweight Championship (1 vez)[3]
  - NJCW Tag Team Championship (1 vez) - con Rico Casanova[3]

- Ohio Valley Wrestling
  - OVW Heavyweight Championship (1 vez)[25]
  - OVW Southern Tag Team Championship (1 vez) - con Aaron Stevens[26]

- Phoenix Championship Wrestling
  - PCW Tag Team Championship (1 vez)[1] - con Frankie Kazarian
  - Russ Haas Memorial Tag Team Tournament (2002) - con R.C. Haas[27]

- Premier Wrestling Federation
  - PWF Heavyweight Championship (1 vez)[2]

- Steel City Wrestling
  - SCW Tag Team Championship (1 vez)[1] - con The Blue Meanie

- Ultimate Pro Wrestling
  - UPW Tag Team Championship (1 vez)[1] - con Frankie Kazarian

- XCW Wrestling Mid-West
  - XCW Wrestling Mid-West Heavyweight Championship (1 vez)[2]

- Pro Wrestling Illustrated
  - Situado en el Nº320 en los PWI 500 de 1996[28]
  - Situado en el Nº244 en los PWI 500 de 1997[29]
  - Situado en el Nº300 en los PWI 500 de 1998[30]
  - Situado en el Nº211 en los PWI 500 de 1999[31]
  - Situado en el Nº162 en los PWI 500 de 2000[32]
  - Situado en el Nº147 en los PWI 500 de 2001[33]
  - Situado en el Nº138 en los PWI 500 de 2002[34]
  - Situado en el Nº98 en los PWI 500 de 2003[35]
  - Situado en el Nº152 en los PWI 500 de 2004[36]
  - Situado en el Nº88 en los PWI 500 de 2005[37]
  - Situado en el Nº322 en los PWI 500 de 2006[38]